# Cục Điều tra Hình sự, Quân đội nhân dân Việt Nam
Cục Điều tra Hình sự  trực thuộc Bộ Quốc phòng Việt Nam, là cơ quan tham mưu giúp Bộ Quốc phòng thực hiện công tác quản lý Nhà nước về công tác điều tra hình sự, phòng ngừa, đấu tranh chống vi phạm pháp luật và tội phạm hình sự xâm hại trong Quân đội Nhân dân Việt Nam.
Nhiệm vụ:
1. Tổ chức công tác trực ban hình sự, tiếp nhận tố giác, tin báo về tội phạm, kiến nghị khởi tố; phân loại và giải quyết tố giác, tin báo về tội phạm, kiến nghị khởi tố thuộc thẩm quyền giải quyết của mình hoặc chuyển ngay đến cơ quan có thẩm quyền để giải quyết.
2. Tiến hành Điều tra vụ án hình sự thuộc thẩm quyền Điều tra của Cơ quan Điều tra hình sự quân khu và tương đương về những tội phạm đặc biệt nghiêm trọng, phức tạp, xảy ra trên địa bàn nhiều quân khu và tương đương, tội phạm có tổ chức xuyên quốc gia nếu xét thấy cần trực tiếp Điều tra; vụ án đặc biệt nghiêm trọng thuộc thẩm quyền điều tra của Cơ quan điều tra hình sự trong Quân đội nhân dân do Hội đồng Thẩm phán Tòa án nhân dân tối cao hủy để điều tra lại.
3. Thực hiện kiểm tra, hướng dẫn, chỉ đạo nghiệp vụ Điều tra và kiểm tra việc chấp hành pháp luật trong công tác tiếp nhận, giải quyết tố giác, tin báo về tội phạm, kiến nghị khởi tố và công tác Điều tra, xử lý tội phạm đối với các Cơ quan Điều tra hình sự quân khu và tương đương, Cơ quan Điều tra hình sự khu vực; hướng dẫn Bộ đội biên phòng, lực lượng Cảnh sát biển, các cơ quan khác của Quân đội nhân dân được giao nhiệm vụ tiến hành một số hoạt động Điều tra thực hiện hoạt động Điều tra theo thẩm quyền.
4. Kiến nghị với cơ quan, tổ chức hữu quan áp dụng biện pháp khắc phục nguyên nhân, Điều kiện làm phát sinh tội phạm.
5. Tổ chức sơ kết, tổng kết công tác tiếp nhận, giải quyết tố giác, tin báo về tội phạm, kiến nghị khởi tố và công tác Điều tra, xử lý tội phạm thuộc nhiệm vụ, quyền hạn của Cơ quan Điều tra hình sự trong Quân đội nhân dân.
6. Giải quyết khiếu nại, tố cáo theo quy định của Bộ luật tố tụng hình sự.

## Lược sử hình thành
- Ngày 19-11-1948, Chủ tịch Hồ Chí Minh ký sắc lệnh số 258/SL về "Tổ chức và nhiệm vụ của Công an quân pháp trong thời kỳ kháng chiến chống Pháp". Đây là tổ chức tiền thân của Ngành Điều tra hình sự Quân đội ngày nay.[2]

## Lãnh đạo hiện nay
- Cục trưởng: Thiếu tướng Nguyễn Thanh Huy, Thủ trưởng Cơ quan điều tra hình sự Bộ quốc phòng[3]
- Phó Cục trưởng: Đại tá Phạm Đức Tài
- Phó Cục trưởng: Đại tá Trương Quang Thùy
- Phó Cục trưởng: Đại tá Lê Mạnh Trường

## Tổ chức
- Phòng Kế hoạch - Tổng hợp
- Phòng Tổ chức cán bộ
- Phòng Bảo đảm
- Ban Tài chính
- Ban Hành chính
- Ban Hồ sơ
- Phòng Thông tin nghiệp vụ
- Phòng Giám định kỹ thuật hình sự
- Phòng Điều tra án kinh tế
- Phòng Điều tra án trật tự xã hội
- Phòng Điều tra hình sự các tổ chức sự nghiệp thuộc Bộ Quốc phòng
- Phòng Quản lý giam, giữ và Thi hành án hình sự
- Phòng Điều tra kỹ thuật
- Phòng Điều tra án ma túy
- Phòng Điều tra Binh chủng, Binh đoàn
- Ban Thường trực Ban Chỉ đạo 1389/BQP
- Cơ quan Điều tra hình sự khu vực 1 các tổ chức sự nghiệp thuộc Bộ Quốc phòng
- Cơ quan Điều tra hình sự khu vực 2 các tổ chức sự nghiệp thuộc Bộ Quốc phòng

- Các đơn vị trực thuộc:
- Trại tạm giam Quân sự T771;
- Trại giam Quân sự khu vực miền Bắc T974.

## Khen thưởng
- Huân chương Quân công hạng Ba (2013).
- Huân chương Bảo vệ Tổ quốc hạng Nhì (2023).

## Cục trưởng qua các thời kỳ
- Phạm Thái, Đại tá
- Đại tá, Doãn Kim Cúc
- [Nguyễn Hữu Hạ], Thiếu tướng
- -2011, Phạm Ngọc Trai, Thiếu tướng, nay là Cục trưởng Cục Thi hành Án (2011-nay)
- 2012-6.2015, Lê Văn Hợp, Trung tướng.
- 6.2015-8.2022, Phạm Văn Thi, Thiếu tướng[4]
- 9.2022-đến nay, Nguyễn Thanh Huy, Thiếu tướng